# 임태훈 (인권활동가)
임태훈(林泰勳, 1976년 10월 9일~)은 대한민국의 인권운동가이자 강원대학교 정치외교학과 강사이다. 대한민국에서 복무하는 국군 장병, 의경, 의무소방대원의 인권 침해 피해자 및 성폭력 피해자들의 권리구제, 병영부조리 등을 바로잡기 위한 활동을 전개하고 있다. 2004년 ~ 2005년에는 대한민국 군대 내 동성애를 정신질환으로 취급하고 동성애자 처벌의 근거가 된 군형법 92조 계간조항에 저항하는 운동을 시작하였다. 이후 군대 내 인권침해, 피해자 구제, 상담하는 활동을 하고 2009년에는 군인권센터라는 이름으로 시민단체를 설립하였다.

## 초기 활동

### 소수자 인권운동
1996년부터 남성동성애자인권모임 친구사이에서 인권운동을 시작, 정욜 등과 함께 대학생동성애자인권연합(동성애자인권연대의 전신)의 창립을 주도하였다. 이후 1998년 대학생동성애자인권연합이 확대 개편된 동성애자인권연대의 창립, 발족에 참여하고 대표로 선출되었다. 동인련 활동과 동시에 그는 인권운동사랑방 서준식 대표의 소개로 만난 이석태, 진선미 변호사 등과 아울러 동성애 왜곡 국정교과서 관련 수정 신청을 주도하였고, 2000년 9월, 이른바 커밍아웃 사태로 인해 MBC 뽀뽀뽀 등에서 뮤지컬배우 겸 연기자 홍석천이 잠정 해고되고 방송과 영화 등에서 잠정 퇴출되자 서울퀴어영화제 서동진 조직위원장(현 계원예술대 교수)과 동성애잡지 한채윤 편집장(초대 서울 퀴어문화축제 조직위원장) 함께 홍석천의 커밍아웃을 지지하는 모임을 결성하여 해고의 부당함과 더불어 동성애자 차별에 대한 부당함을 호소하였다. 당시 이석태, 강금실 변호사, 국회의원 이미경, 정범구, 임종인, 인권운동사랑방 서준식 대표, 민가협 임기란 상임의장, 한국일부 전 편집국장이자 국제앰네스티 한국지부 남영진 지부장, 인도주의실천의사협의회 우석균 사무국장, 장애우권익문제연구소 김정렬 소장, 한국여성단체연합 남인순 사무총장(19대 국회의원), 한국성폭력상담소 최영애 소장(국가인권위원회 초대 사무총장), 조희연, 조효제, 곽노현 교수(전 서울시 교육감) 등이 홍석천의 커밍아웃을 지지하는 모임에 동참하였다. 2000년 성공회대학교 NGO대학원에 진학하여 조희연(서울시 교육감), 조효제, 박경서(대한민국 초대 유엔인권대사, 국가인권위원회 초대상임위원), 신영복, 김동춘, 전순옥(19대 국회의원), 곽노현 교수(국가인권위원회 전 사무총장, 서울시 전 교육감) 한홍구(대한민국사 저자), 박성준 등에게 정책, 인권, 노동, 사회, 유엔 및 국제기구와 국제인권법, 평화학을 사사받았다. 1999년-2001년까지 올바른국가인권기구실현을위한공동대책위원회 공동대표로 서준식 대표, 조용환 변호사, 최영애 소장, 곽노현 교수, 윤기원 변호사, 송두환 변호사, 최영도 변호사, 정강자 대표 등과 함께 활동하며 독립적인 국가인권위원회 설립과 더불어 차별금지 사유에 성적지향과 병력(病歷 medical history)를 포함시키는 등의 역할을 하였고, 2003년 하리수 예명분쟁 사건을 진선미 변호사와 함께 대사회적으로 알렸으며, 법적소송에도 참여하여 승소하였다.

## 병역거부
그는 대한민국 군대에서 동성애자를 정신병으로 취급하고 동성애자들을 처벌하는 조항 폐지, 수정을 촉구하였다. 2004년-2005년에는 군형법 92조 계간조항(동성애 성행위를 처벌하는 법조항)과 동성애를 정신질환으로 분류하는 징병신체검사에 저항하여 병역을 거부하였다.
Amnesty International 은 임태훈의 구금을 비난하는 성명을 발표하였고, 그의 석방을 촉구하였다. 그럼에도 불구하고 1심 법원은 보석을 기각하였고, 재판장 최종두는 법이 보장하는 최후진술을 중단시키고 교도관을 동원하여 임태훈을 법정에서 끌어냈다. 당시 변호인 진선미는 피고인과의 협의할 시간을 요청하였으나 최종두 재판장은 이를 받아들이지 않았다. 징역 1년 6개월형이 선고되었고, 1년 4개월 동안 서울구치소에 수감되었다가 풀려났다. 국제앰네스티는 구금된 임태훈을 양심수로 선정하고 그의 석방을 촉구하는 서명운동에 돌입하였다. 임태훈은 구금된 기간동안 현재 민주당 국회의원인 진선미 변호사 시절 변호를 받았으며, 전세계에서 약 5000 여통의 편지를 받았다. 가석방 중이던 2005년 광복절에 노무현 대통령 명에 의해 특별사면 되었다.

## 군인권 활동
출소 후 국가인권위원회 연구사업인 군인권실태조사 등에 관한 연구조사를 통해 육, 해, 공군 및 해병대 60여개 부대를 방문하였고, 부대 내에서 병식과 더불어 매복, 야간경계근무, 해안소초 근무 등을 함께하며 병사들의 생생한 이야기를 듣게 되었다. 이후 대한민국에서 군인들의 인권문제를 전담하는 NGO의 필요성이 절실하다고 판단하여 2009년 군인권센터를 설립하였다. 군인권센터는 그동안 관심의 밖에서 소외된 군인들의 실질적인 인권 증진을 위해 노력해왔으며 의료권, 표현의 자유, 구타 및 가혹행위, 군대 내 성폭력 등 군대 내에서 이뤄지는 다양한 인권 침해 사례에 대한 상담 활동과 방지 활동 등을 지속해오고 있다.
또한 군복무중 학자금 대출이자를 면제하지 않는 것에 대한 문제제기를 통해 사회적 공론화 되면서 이를 관철 시켰다.
2009년 군인권센터 설립 이후 예비 입영자를 대상으로 한 인권교육 프로그램, 게이 예비 입영자를 대상으로 한 인권캠프 프로그램 등을 꾸준히 진행하고 있으며 2013년에는 연세대학교 성평등센터와 함께 ROTC 대상으로 인권학교를 운영했다. 또한 2014년 故 윤 일병 집단구타 사망사건 이후 군인의 전화 '아미콜 Army Call' 사업을 준비하여 상담원 양성 교육을 실시하였고, 심화과정 등을 운영하여 전문인력 양성에 힘썼다.
더하여 군인의 진료권(의료)에 대한 문제제기도 꾸준히 이어왔는데 2011년 故 노우빈 훈련병 뇌수막염 사망사건을 포함 연이어 발생한 3명의 육군 훈련병 사망사건을 밝히고 이에 대한 강력한 문제제기를 통해 결국 전 병력이 입소 후 뇌수막염 예방접종을 받게 되었다. 그러나 이후 2013년 故 신 상병 사망사건에서 재확인하였듯이 군의 부실한 의료체계에 개선을 촉구하고 있다.
최근에는 군의 성범죄의 심각성과 폐쇄적 군 문화 및 제도를 개혁해야 할 절실한 필요성에 바탕하여 군인권센터 부설 군성폭력상담소 개소를 추진 중에 있다. 이는 상습적인 성폭행에 시달리다 자살한 故 오 대위 사건 및 해병대 성폭력, 공군 하사 성추행 사건 등을 통해 여실히 드러난 군의 한계와 군인이라는 특수한 신분과 군의 특수한 집단문화에 대해 적절히 대응할 기구가 국내에 부재하다는 인식에서 출발했다.
2012년에는 이명박 前 대통령의 정책을 트위터 상에서 비판했다는 이유로 기소된 이 대위와 이 중사 사건을 지원하였고, 제복입은 시민의 표현의 자유에 대해 UN에 청원하고 관련 토론회를 개최했다. 더불어 당시 선거 기간 이루어진 군의 '종복 애플리케이션 삭제' 사건에 대해 국가인권위원회에 진정하여 인권침해 결정을 이끌어내었다.
2014년 故 윤 일병 집단구타 사망사건을 세간에 처음으로 밝히며 군인권 문제의 공론화를 이끌어내었다. 이후 국방부 민관군 병영문화혁신위원회에 위원으로 참가하였고 일부 미흡한 개선안에 대해 문제제기를 지속했다. 군내 구타가혹행위는 이미 2011년 해병대 총기 사건 이후 현장조사를 통해 각종 악폐습이 발견했고, 이에 대한 시정을 요구한 바 있다. 2015년에는 공군 하사 집단 불고문 및 성추행 사건이 다시 은폐되려는 것을 폭로하는 등 지속적으로 군 인권 피해자 보호에 힘쓰고 있다.
2015년부터는 추가로 의무경찰이 집회, 시위등에 진압을 위해 투입되는 것이 위헌이라며 헌법소원을 청구하려는 운동도 병행하고 있다고 한다
2016년에는 전인범 특전사령관이 전역할 때 제13공수특전여단 훈련사망사고의 지휘 책임이 그에게 있다며 그가 처벌을 받지 않았다는 점을 맹비난했다.
2017년 7월 31일 제2작전사령부 사령관 박찬주 대장과 그의 가족들이 관사에서 근무하는 공관병, 조리병들을 노예처럼 부리며 인권을 유린했다고 발표했다.
2018년 3월 8일 박근혜 탄핵 재판이 기각될 경우 위수령을 발동해 수방사 군병력을 출동시켜 촛불집회를 무력으로 진압하려는 사실상 친위구데타 모의를 했다고 폭로하였고, 이후 기무사가 계엄문건을 통해 탱크와 장갑차로 무력진압하려고 한 것을 뒤받침하는 증거를 언론에 알리면서 정치적 사회적 파장을 일으켰다.

## 논란
2018년 육군 기무사령부 문건 관련 사안을 최초 폭로 및 제보를 하며 이를 빅 이슈화 시켰다.

## 학력
- 대구한의대학교 동양철학과 학사[2]
- 성공회대학교 NGO대학원 석사

## 경력
- 올바른 국가인권기구 실현을 위한 민간단체 공동대책위원회 공동대표 1999-2001
- 국제앰네스티 한국지부 인권학교 강사(7, 8, 9, 10, 12기) 1999-2003
- 국제앰네스티 한국지부 인권캠프 강사 1999-2003
- 인터넷 국가검열반대 공동대책위원회 공동대표 2001-2002
- 국제사면위원회(Amnesty International) 양심수 2004-2005
- 국가인권위원회 [군대 내 인권상황 실태조사 및 개선방안] 연구사업 공동연구원 2005
- 한국여성의전화 정책위원 2006-2008
- 법무부장관 위촉 교정시민옴부즈만 2006-2007
- 국방부, 국가인권위원회 공동주최 [군 인권교육 연수과정] 운영기획 및 강사 2006
- 국가인권위원회 [군 인권교육교재 개발] 연구사업 공동연구원 2006
- 국방부, 육군, 해군, 공군 인권과 소속 법무관 대상 인권교육 강사 2007
- 광우병국민대책회의 인권법률팀장 2008
- 국가인권위원회 전문상담위원 2008-2010
- 군인권센터 소장 2009-현재까지
- 국가인권위원회 전문위원 2010
- 서울대학교 공익인권법센터 "NGO와 법의지배" 수료 2011
- 경기도교육청 [경기도 학생인권실태조사] 연구사업 공동연구원 2012
- 육군 2군지사 소속 장병 대상 인권교육 강사 2012년
- 경기지방경찰청 소속 전의경 대상 순회 인권교육 강사 2012
- 육군 107 항공대 소속 장병 대상 인권교육 강사 2012
- 국가인권위원회 [군 의료체계 인권실태조사] 자문위원 2013
- 국방부 병영문화혁신위원회 전문위원 2014
- 새정치민주연합 전국여성위원회 [군 성폭력실태조사 연구용역사업] 공동연구원 2014
- 국가인권위원회 인권NAP추진기획단 2015-2016
- 강원대학교 기초교육원 강사 2015. 03-2016. 08
- 국가인권위원회 인권정책관계자협의회 위원 2015-현재까지
- 국회 국방위원회 [군대 내 인권보장을 위한 국방옴부즈만법 연구] 책임연구원 2015
- 미국 국무부 초청 차세대 리더 방문 프로그램 IVLP 참가 2015
- 프랑스 외무부 초청 차세대 리더 프로그램 참가 2016
- 강원대학교 정치외교학과 강사 2016. 08-현재까지
- 대한민국 해병대 인권자문위원 2017. 1월-현재까지
- 중앙일보 리셋코리아 국방분과위원 2017. 2월-현재까지
- 국방부 군인복무정책 심의위원 2017. 11월-현재까지
- 국방부 대체복무 도입 자문위원 2018. 8월-현재까지
- YTN 시청자위원회 위원 2018.10 ~
- 국가인권위원회 군인권포럼 위원 2019.07 ~

## 수상
- 제28회 한국기독교교회협의회(NCCK) 인권상 수상(2014)

- 법무부장관 표창 (2018. 12. 31)
- 해병대사령관 감사패 (2019. 8. 7)
- 국방부장관 감사장 (2019. 12. 18)

## 저서
- 김종대, 임태훈, 『그 청년은 왜 군대가서 돌아오지 못했나』, 나무와숲, 2014

## 같이 보기
- 인권
- 국가인권위원회
- 군인권센터
- 대한민국의 병역
- 대한민국 국군